# Inside Out (bài hát của The Chainsmokers)
"Inside Out" là một bài hát của bộ đôi DJ người Mỹ The Chainsmokers. Nó là đĩa đơn tiếp nối "Don't Let Me Down", được phát hành trước đó vào ngày 5 tháng 2 năm 2016. Bài hát có sự hợp tác từ ca sĩ người Thụy Điển Charlee Nyman. Bài hát được phát hành vào ngày 1 tháng 4 năm 2016.

## Danh sách bài hát
| Tải kỹ thuật số | Tải kỹ thuật số                    | Tải kỹ thuật số |
| STT             | Nhan đề                            | Thời lượng      |
| --------------- | ---------------------------------- | --------------- |
| 1.              | "Inside Out" (hợp tác với Charlee) | 3:54            |

## Xếp hạng
| Bảng xếp hạng (2016)                          | Vị trí xếp hạng cao nhất |
| --------------------------------------------- | ------------------------ |
| Hoa Kỳ Hot Dance/Electronic Songs (Billboard) | 13                       |
| Canada (Canadian Hot 100)                     | 72                       |

## Lịch sử phát hành
| Khu vực  | Ngày          | Định dạng       | Hãng đĩa                | Tham khảo |
| -------- | ------------- | --------------- | ----------------------- | --------- |
| Toàn cầu | April 1, 2016 | Tải kỹ thuật số | Disruptor Columbia Sony |           |